# Australogorgia aldersladei
Australogorgia aldersladei is een zachte koraalsoort uit de familie Primnoidae. De koraalsoort komt uit het geslacht Australogorgia. Australogorgia aldersladei werd in 2009 voor het eerst wetenschappelijk beschreven door Cairns & Bayer. 